# ナナイモ駅
ナナイモ駅（英: Nanaimo Station）は、カナダのブリティッシュコロンビア州バンクーバー市にある、スカイトレイン（エキスポ・ライン）の駅である。
1985年12月11日に開業した。

## 駅構造
相対式2面2線の駅。

### のりば
| ホーム | 路線            | 行先                                                 |
| ------ | --------------- | ---------------------------------------------------- |
| 1      | ■エキスポライン | ウォーターフロント方面                               |
| 2      | ■エキスポライン | コロンビア・キングジョージ方面                       |
| 2      | ■エキスポライン | コロンビア・プロダクション ウェイ-ユニバーシティ方面 |

## 路線
エキスポライン
スカイトレイン
- エキスポライン - ウォーターフロント駅行、 キングジョージ駅行。

バス路線
- 1番乗り場 - 降車専用
- 2番乗り場 - 25系統・ブレントウッド・タウンセンター駅行
- 3番乗り場 - 25系統・UBC行
- 4番乗り場 - 7系統・ダンバー通り

## 隣の駅
■ エキスポ・ライン
コマーシャル・ブロードウェイ駅 - ナナイモ駅 - 29番アベニュー駅